# Hume (Missouri)
Hume – miasto w Stanach Zjednoczonych, w stanie Missouri, w hrabstwie Bates.